# Марія Венто-Кабчі
Марія Венто-Кабчі (ісп. María Alejandra Vento-Kabchi, нар. 24 травня 1974) — колишня венесуельська тенісистка. Найвищу одиночну позицію — ранг 26 досягнула 19 липня 2004 року. Завершила виступи у 2006 році.

## Фінали турнірів WTA

### Одиночний розряд: 1 (0–1)
| Легенда: До 2009            | Легенда: Починаючи з 2009 |
| --------------------------- | ------------------------- |
| Турніри Великого шолома (0) |                           |
| Турніри WTA (0)             |                           |
| Tier I (0)                  | Premier Mandatory (0)     |
| Tier II (0)                 | Premier 5 (0)             |
| Tier III (0\1)              | Premier (0)               |
| Tier IV & V (0)             | International (0)         |

| Результат | Ранг | Дата          | Турнір               | Покриття | Опонент    | Рахунок  |
| --------- | ---- | ------------- | -------------------- | -------- | ---------- | -------- |
| Поразка   | 1.   | 11 січня 1998 | Голд-Кост, Австралія | Тверде   | Суґіяма Ай | 5–7, 0–6 |

## Фінали ITF

### Одиночний розряд finals: 13 (7–6)
| Турніри $100,000 |
| Турніри $75,000  |
| Турніри $50,000  |
| Турніри $25,000  |
| Турніри $10,000  |

| Результат | Ранг | Дата           | Турнір                         | Покриття   | Опонент           | Рахунок       |
| Перемога  | 1.   | 26 червня 1989 | Гвадалахара (Мексика), Мексика | Ґрунт      | Софі Альбінус     | 3-2 ret.      |
| Поразка   | 2.   | 14 травня 1990 | Гвадалахара (Мексика), Мексика | Ґрунт      | Сьюзенн Італьяно  | 7-6, 4-6, 3-6 |
| Перемога  | 3.   | 21 травня 1990 | Агуаскальєнтес, Мексика        | Ґрунт      | Джин-Марі Лозано  | 6-3, 6-3      |
| Поразка   | 4.   | 27 травня 1991 | Sanibel, США                   | Тверде     | Ніколь Арендт     | 1-6, 1-6      |
| Перемога  | 5.   | 5 липня 1993   | Індіанаполіс, США              | Тверде     | Джуді Ньюмен      | 6-4, 3-6, 6-4 |
| Перемога  | 6.   | 26 липня 1993  | Roanoke, США                   | Тверде     | Енні Міллер       | 6-0, 5-7, 6-0 |
| Перемога  | 7.   | 2 серпня 1993  | Норфолк (Вірджинія), США       | Тверде     | Енні Міллер       | 7-5, 6-1      |
| Перемога  | 8.   | 31 липня 1995  | Бразиліа, Бразилія             | Ґрунт      | Андреа Гласс      | 6-2, 5-7, 6-4 |
| Поразка   | 9.   | 6 жовтня 1996  | Puerto Vallarta, США           | Тверде     | Яна Неєдли        | 6-7, 4-6      |
| Перемога  | 10.  | 27 липня 1997  | Peachtree City, США            | Тверде     | Соня Джеясілан    | 6-4, 6-0      |
| Поразка   | 11.  | 10 жовтня 1999 | Альбукерке, США                | Тверде     | Дженніфер Гопкінс | 6-4, 6-7, 4-6 |
| Поразка   | 12.  | 8 жовтня 2000  | Альбукерке, США                | Тверде     | Брі Ріппнер       | 0-6, 0-6      |
| Поразка   | 13.  | 25 лютого 2003 | Сент-Пол (Міннесота), США      | Тверде (i) | Шенай Перрі       | 2-6, 4-6      |

### Парний розряд Фінали: 4 (2-2)
| Результат | No | Дата            | Турнір                         | Покриття | Партнер                 | Опоненти in the final                 | Рахунок       |
| Перемога  | 1. | 14 травня 1990  | Гвадалахара (Мексика), Мексика | Ґрунт    | Ріта Вайнбаргер         | Belkis Rodríguez Blanca Borbolla      | 0-6, 7-5, 6-4 |
| Поразка   | 2. | 25 травня 1992  | Орландо, США                   | Ґрунт    | Сандра Качіч            | Trisha Laux Michelle Jackson-Nobrega  | 3-6, 6-2, 4-6 |
| Поразка   | 3. | 31 березня 1997 | Фінікс, США                    | Тверде   | Марія Хосе Гайдано      | Леа Жирарді Ніно Луарсабішвілі        | 0–6, 2–6      |
| Перемога  | 4. | 24 липня 2000   | Каракас, Венесуела             | Тверде   | María Virginia Francesa | Candice de la Torre Габріела Волекова | 6–1, 6–4      |